# Твърда вяра
„Твърда вяра“ (на английски: The Believer) е американски драматичен филм от 2001 година, режисиран от Хенри Бийн, по сценарий на Бийн и Марк Джейкъбсън. С участието на Райън Гослинг в ролята на Даниел Балинт, евреин, който става неонацист. Филмът се основава на истинската история на Дан Бърош, член на Американската нацистка партия и клона на Обединените кланове на Америка в Ню Йорк. Той е извършил самоубийство, след като е бил разкрит като евреин от репортер на Ню Йорк Таймс. Печели „Голямата награда на журито“ на филмовия фестивал „Сънданс“ през 2001 г. и Златен Св. Георги на 23-тия Московски международен филмов фестивал.